# Université franco-allemande
L’Université franco-allemande (UFA), en allemand Deutsch-Französische Hochschule (DFH), est une institution académique internationale qui promeut la coopération franco-allemande et européenne en matière d'enseignement supérieur et de recherche. 6300 étudiants participent à ses formations, proposées par un réseau d'établissements français et allemands d'enseignement supérieur dans 147 villes. Son siège administratif se trouve à Sarrebruck, dans la Villa Europa (de). Les différents domaines d'action de l'UFA sont à découvrir dans cette vidéo de présentation.

## Histoire et statut
L'Université franco-allemande est une institution académique internationale. Elle a été fondée par un accord intergouvernemental signé à Weimar le 19 septembre 1997 lors du 70e sommet franco-allemand, prenant la suite du Collège franco-allemand pour l'enseignement supérieur qui avait été créé en 1988. L'UFA démarre ses activités en 1999. L'institution anime un vaste réseau d'établissements d'enseignement supérieur pour proposer à de nombreux étudiants des cursus internationaux, franco-allemands mais aussi européens. Elle soutient également la recherche franco-allemande, européenne et internationale ainsi que l'insertion des diplômés dans la vie active.

## Réseau

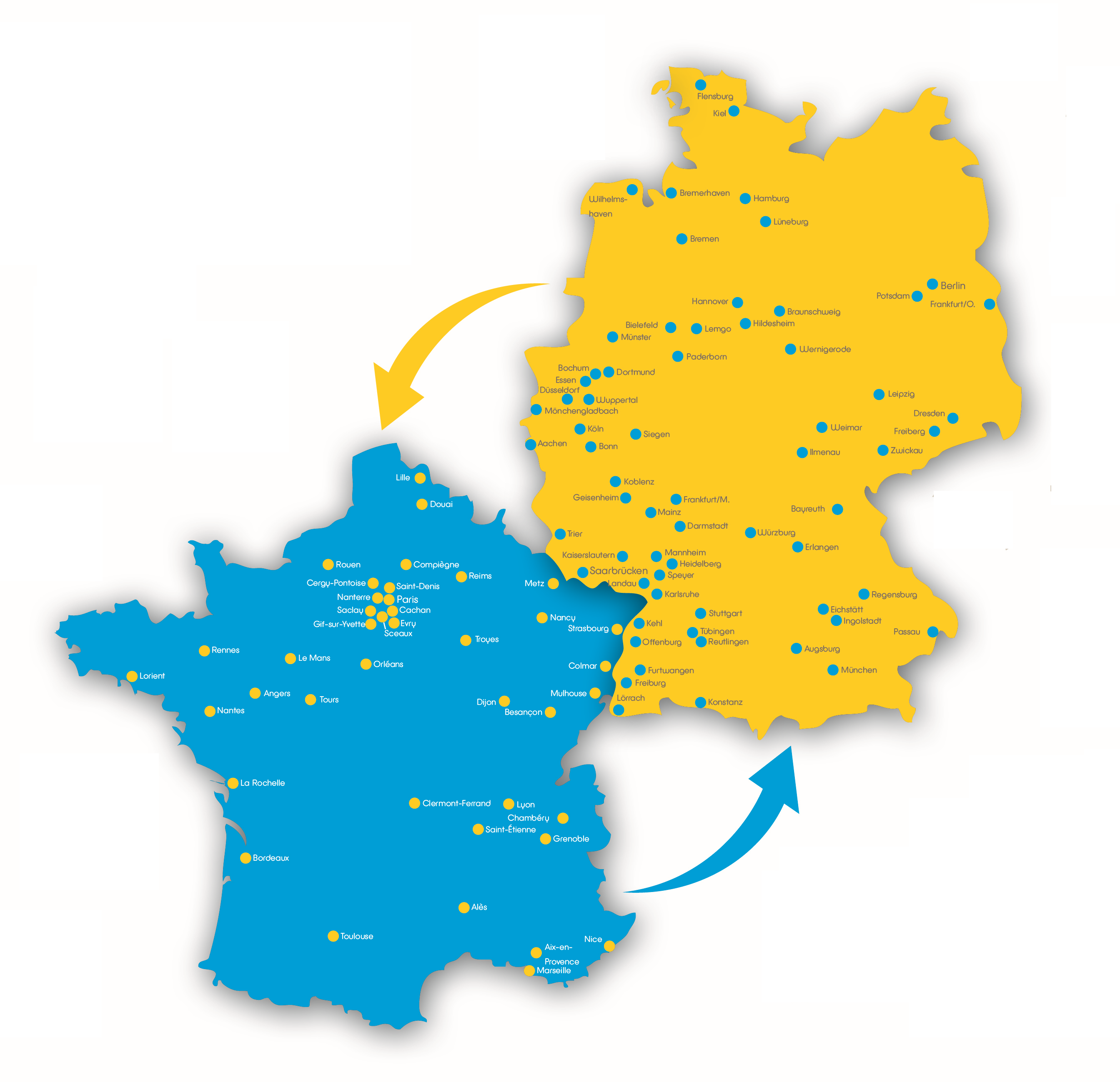
Réseau de l'Université franco-allemande

Le réseau des établissements membres et partenaires de l'Université franco-allemande se compose de 210 établissements supérieurs répartis entre la France, l'Allemagne et de nombreux pays tiers. Il s'agit d'universités et de grandes écoles en France, d'universités et de Fachhochschule en Allemagne. Ces établissements portent de manière conjointe les programmes de l'UFA qui compte environ 6 300 étudiants en 2022, toutes filières confondues et à tous les niveaux de l'enseignement supérieur, de la licence au doctorat.

## Cursus bi- et trinationaux
Les étudiants de l'UFA sont inscrits dans des formations intégrées conduisant à un double diplôme reconnu en France et en Allemagne. Les études se déroulent au sein de promotions franco-allemandes et se partagent entre les deux pays. Les étudiants reçoivent une aide à la mobilité d'un montant de 350 € par mois pendant leurs semestres d'étude dans le pays partenaire et de 700 € par mois pour les doctorants. Par ce degré d’intégration, les cursus intégrés binationaux de l’UFA se distinguent des simples programmes d’échanges ou de mobilité internationale. Ils reposent sur un programme pédagogique commun, élaboré par les enseignants-chercheurs français et allemands.
L'UFA soutient également des programmes trinationaux impliquant des établissements basés dans des pays tiers : Italie, Espagne, Luxembourg, Pays-Bas, Pologne, Grande-Bretagne, Suisse, Europe de l'Est...

## Soutien à la recherche
L’UFA a également développé une activité de soutien à la recherche à travers plusieurs dispositifs comme des collèges doctoraux franco-allemands, des écoles d’été ou des programmes de cotutelle de thèses. Elle apporte aussi un soutien financier à des événements scientifiques et organise des réunions d'experts internationaux.
Par ailleurs, depuis 2017, l'UFA co-organise avec l'Ambassade de France en Allemagne, la remise du Prix Forcheurs Jean-Marie Lehn qui récompense un binôme de jeunes chercheurs franco-allemands. Depuis 2022, l'UFA a créé plusieurs tutorats et chaires franco-allemandes permettant à la communauté scientifique franco-allemande de jouer un rôle pionnier dans l'espace européen de la recherche.
Pour en savoir plus, consultez cette vidéo présentant le soutien de l'UFA à la recherche en Europe.

## Financement
L'UFA est financée à parts égales par la République fédérale d'Allemagne et la République française. Les fonds proviennent du ministère des Affaires étrangères et du ministère de l'Enseignement supérieur et de la Recherche du côté français, du ministère fédéral de l'Éducation et de la Recherche, de la Conférence permanente des ministres de l'Éducation des Länder et de l'Office des Affaires étrangères du côté allemand.